# Bombardeio de Najrã
O bombardeio de Najrã ocorreu em 6 de maio de 2015, no contexto da Guerra Civil Iemenita, quando militantes hutis lançaram mísseis e foguetes contra a cidade de Najrã, na região de Najrã, na Arábia Saudita. Ao menos cinco pessoas foram mortas. Tal evento ocorreu após semanas de grandes ataques aéreos no Iêmem.